# Flora Walsh
Flora Walsh (25 de julio de 1870 – 22 de enero de 1893) fue una actriz de teatro estadounidense de finales del siglo 19. De niña, Walsh formaba parte de un dúo de canto y baile con su madre, Alice, y ambas actuaron juntas en producciones hasta principios de la década de 1890. Walsh debutó profesionalmente a los 9 años en una producción juvenil de H.M.S. Pinafore; pronto tuvo la oportunidad de interpretar papeles principales.
En la década de 1880, actuó en varias obras del actor-dramaturgo Charles H. Hoyt, y ambos se casaron en 1887, cuando Walsh tenía 16 años. Ella inspiró algunas de sus obras.
Su carrera se vio truncada cuando sucumbió a una enfermedad a la edad de 22 años. Su última actuación fue en enero de 1893 en Boston, Massachusetts, interpretando a Bossy Brander en "A Texas Steer." Un fuerte resfriado derivó en una neumonía que le causó la muerte el 22 de enero de 1893, a la edad de 22 años, en presencia de su esposo y su madre. Su funeral tuvo lugar en el barrio de Charlestown de Boston.

## Primeros años
Walsh nació el 25 de julio de 1870 en San Francisco, California. Su padre, Edward Walsh, era ingeniero civil, y su madre, Alice, una actriz famosa en la costa del Pacífico. Su padre nació en Canadá y su madre en Inglaterra. Según el censo de 1880, era la mayor de tres hermanos y tenía un hermano y una hermana menores. Se creía que su madre tenía un patrimonio de varios miles de dólares y expresó su deseo de que Flora se convirtiera en una estrella.

## Carrera
Walsh nació en el seno de una familia de actores. Primero actuó como una de las denominadas "Walsh sisters", un dúo de canto y baile con su madre, Alice Walsh, una actriz conocida en la costa oeste. Su madre era considerablemente más grande que Walsh, algo que la pareja incorporó a su actuación. Las dos parecían tener edades similares, y sólo más tarde se supo que el dúo estaba formado por madre e hija. Las dos actuaron juntas en obras de teatro hasta 1891, momento en el que la madre de Walsh se unió a ella como acompañante.

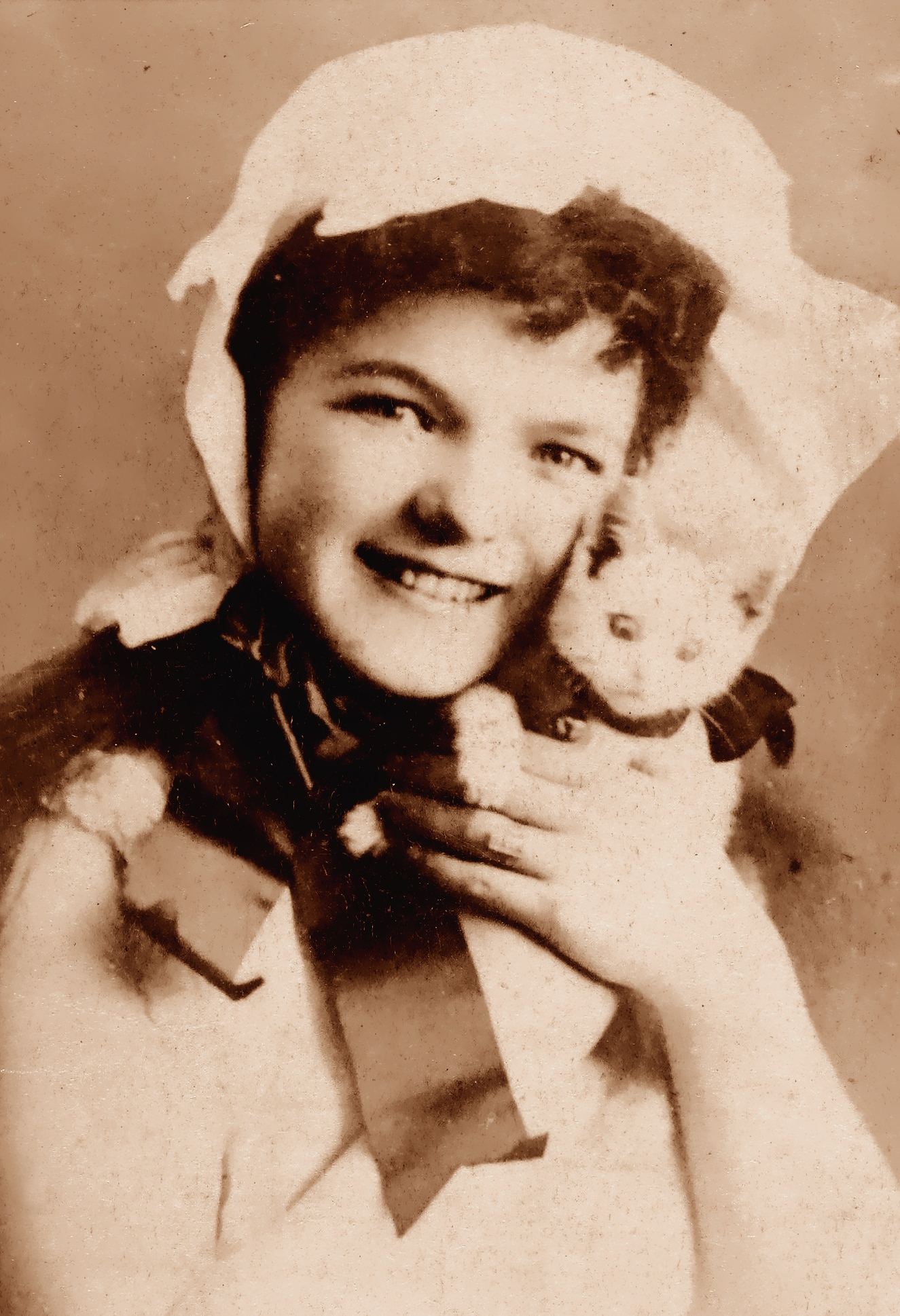
Walsh en la década de 1880

Walsh hizo su debut profesional como parte de una producción juvenil de "H.M.S. Pinafore", donde en 1879, a la edad de 9 años, fue descrita como "la intérprete más extraordinaria de su edad que jamás hayamos visto", con grandes elogios por su actuación y su "dulce" voz de soprano. The Sacramento Union comentó en 1880 que su interpretación en el papel le daba derecho a ser considerada como la actriz principal. Otro de sus primeros papeles fue en "Barney's Courtship", junto a Maude Adams. Más tarde, a los 12 años, interpretó el papel de Josephine en Pinafore en el Tivoli de San Francisco, donde obtuvo un mayor reconocimiento. Su gusto por el teatro se desarrolló desde una edad temprana y, aunque su primer papel estaba destinado a ser secundario, su voz natural le valió el papel protagonista a los 12 años. Posteriormente viajó por el circuito del oeste cantando ópera y más tarde participó en una producción de Muldoon's Picnic. Walsh recibió una función benéfica en 1882 en el Baldwin Theater de San Francisco cuando se presentó Dot, or the Cricket on the Hearth.
A la edad de 15 años, a pesar de haber aparecido en los escenarios locales sólo ocasionalmente, Walsh fue descrita por The Boston Globe como una "bailarina extraordinaria" por naturaleza, sin haber recibido nunca clases formales; también fue descrita como una "niña regordeta". En el otoño de 1885, su compañía dramática estaba actuando en pueblos de Colorado cuando se quedaron varados en las Montañas Rocosas, a 60 millas del ferrocarril más cercano. Con pocas posibilidades de partir, pasaron el invierno en Aspen. Allí, Walsh se convirtió en un artista muy popular, haciendo muchos amigos entre la gente del lugar. Los actores y actrices aficionados de la ciudad actuaban ocasionalmente en el único teatro de ópera de la ciudad, el Rink Opera House, y los productores consideraban casi seguro el éxito de su actuación si contrataban a Walsh. Durante su estancia, la población local organizó varias actuaciones benéficas para mostrar su agradecimiento a Walsh y a su contribución al entretenimiento.
Walsh fue contratada para actuar en una producción de la obra de Charles H. Hoyt Rag Baby en 1885 en el Bush Street Theater de San Francisco, después de que una de las actrices se retirara por enfermedad. Apareció en otras obras de Hoyt más tarde en la década de 1880, entre ellas A Tin Soldier y A Parlor Match. A partir de finales de 1888, apareció como el personaje Baggage en otra de las obras de Hoyt, A Brass Monkey.
Su última aparición teatral fue el 12 de enero de 1893, en el Tremont Theatre, donde interpretó el papel de Bossy Brander en A Texas Steer; el papel supuso "el mayor éxito de su vida". Había actuado en esta obra durante más de un año, incluso en el New Park Theatre de Broadway en 1891.  Había recibido elogios del crítico de Los Angeles Times' en 1892 por su interpretación del papel, destacando que era "muy natural" y calificando su actuación de "excelente".

## Muerte
Durante su última actuación, Walsh fue descrita como "afligida por un fuerte resfriado" y tenía dificultades para hablar. A medida que avanzaba el resfriado, se le formó un absceso en el cuello y sufrió dolores insoportables durante varios días. El absceso fue extirpado pero, en lugar de curarse, desarrolló una neumonía y finalmente sucumbió a la enfermedad.
Walsh murió el 22 de enero de 1893 en Boston, Massachusetts, en la Parker House, tras diez días de enfermedad. Tenía 22 años. Estaban presentes su marido y su madre. El funeral tuvo lugar en el barrio de Charlestown de Boston. Su muerte "arrojó una tristeza" sobre su compañía, y su viudo dejó de ver la obra tras su muerte. Tim Murphy, que había actuado junto a Walsh, señaló que sería recordada por su manera de moverse "como un rayo de sol, animando a todos con la genialidad de su amable disposición".

## Vida personal
Walsh se casó con el autor y dramaturgo Charles H. Hoyt el 12 de julio de 1887, en la casa de campo de Hoyt en New Hampshire, dos semanas antes de cumplir los 17 años. La ocasión fue un asunto íntimo de amigos y familiares cercanos debido a la mala salud del padre de Hoyt. Entre los invitados se encontraba el actor y cómico Otis Harlan. Hoyt conoció a Walsh cuando ésta participó en A Tin Soldier y quedó impresionado por sus interpretaciones; escribió A Hole in the Ground para ofrecerle mejores oportunidades interpretativas. Mientras estudiaba sus métodos de actuación, se enamoró de ella y se comprometieron en matrimonio antes de terminar la obra. Poco después se casaron y Walsh se ganó una "envidiable posición entre las principales soubrettes de la época". Fue la primera poseedora de la colección privada de joyas de Hoyt, valorada en 1902 en casi 50.000 dólares tras su muerte.